# 別所堂
別所堂（べっしょどう）または別所阿弥陀堂は、徳島県美馬郡つるぎ町にある日本の仏堂建築。端（はば）四国八十八箇所霊場（四国八十八箇所の縮小版として現在のつるぎ町と東みよし町に江戸時代に設けられた）の第十一番札所。「地域信仰の有様を現在に伝えている」として、2017年5月2日に国の登録有形文化財に登録された。

## 概要
宝形造の三方吹放ち三間堂。中央奥に仏間を張出し、三方に縁を廻らせ、天井は棹縁天井。現在の屋根は桟瓦葺であるが、太平洋戦争の前までは茅葺であったと伝わる。
現在の建物は1935年（昭和10年）に再建されたものである。中央に阿弥陀如来、右は毘沙門天、左は不動明王を祀る。

## 所在地
- 徳島県美馬郡つるぎ町貞光字別所25-1